# Rave

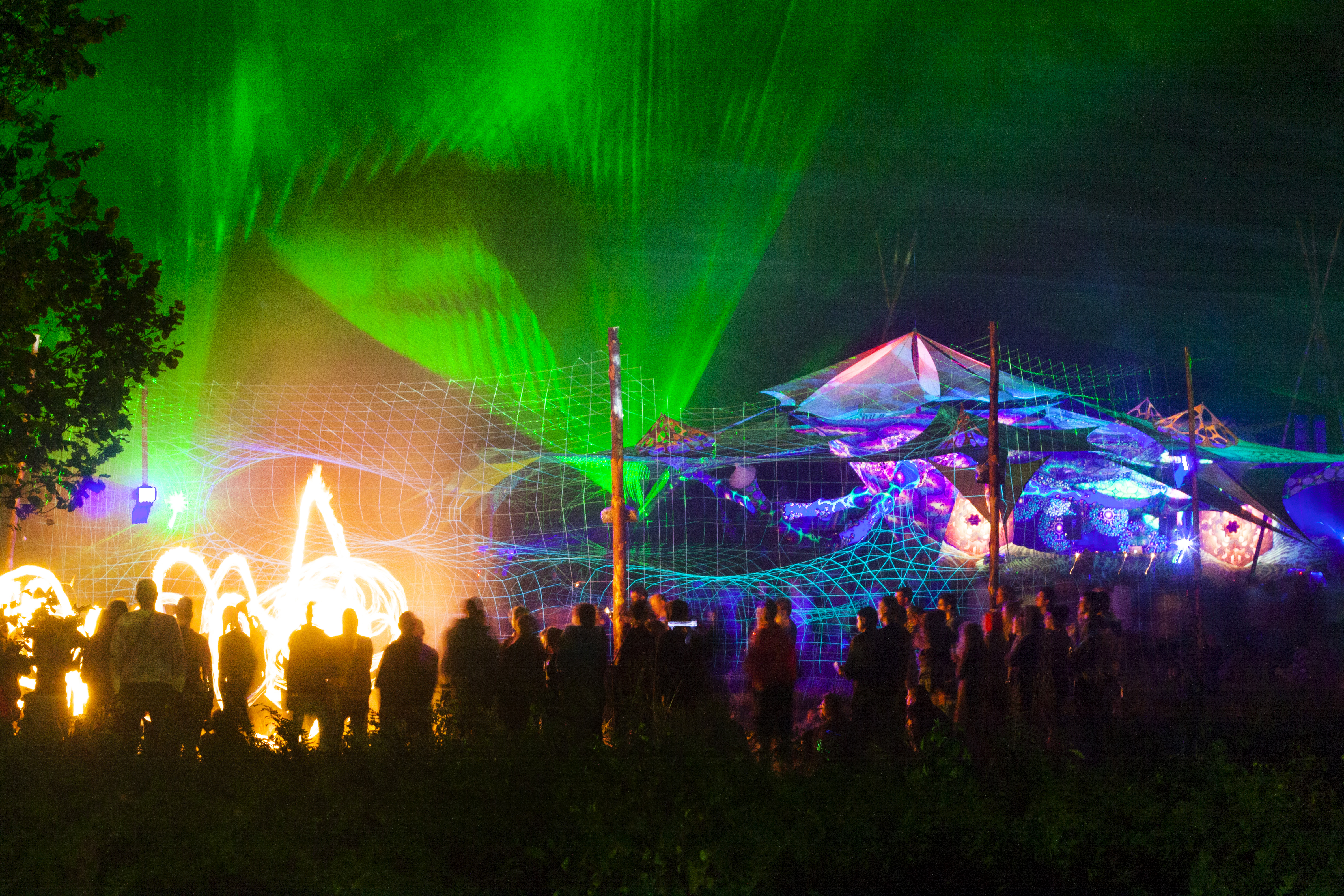
Rave party

Rave (nebo také breakbeat hardcore) je ambivalentní výraz z hudební terminologie. Místo vzniku tohoto undergroundového hnutí je Velká Británie, avšak častější význam charakterizuje hudební styl spojený s tímto hnutím.
Dalším významem je také rave party, termín používaný pro taneční zábavy (většinou celonoční) s rychlou elektronickou hudbou a světelnou show. Na těchto party hrají DJs různé styly hudby, např. trance, techno, tekno, New beat, d'n'b aj.

## Vznik
Začátek hnutí se datuje přibližně na konec 80. let 20. století. Tou dobou přiváželi američtí DJs nový hudební a taneční styl house music a také techno, resp. acid house do Evropy, nejprve na Britské ostrovy, kde se v komunitě tanečníků ujal termín rave (šílet, bouřit). Po Velké Británii začaly jezdit tzv. sound systémy, skupiny lidí vlastnící zvukovou aparaturu, mající své DJe i svou vlastní kulturu a komunitu.

## Hudební vývoj

### 1989, 1990
Pokusíme-li se zmapovat hudební vývoj stylu rave, zjistíme, že na počátku to byl zejména acid house, New beat. Ten se ovšem ve Spojeném království více smísil s garage house a výsledný zvuk byl de facto konjunkcí: dancefloorové skladby obohacené o syrové elektronické zvuky (např. syntezátor Roland TB-303).

### 1991, 1992
Jistý vliv na rave ovšem měla i ostrovní hip hopová scéna: v roce 1989 vyšel singl £20 To Get In projektu Shut Up And Dance, jenž zřejmě jako první přinesl nový fenomén, který naprosto změnil tvář nejen taneční hudby: místo pravidelného rytmu bicích automatů (Roland TR 808, Roland TR 909) nahrávka přinesla samplováním zrychlený hip hopový breakbeat. Skutečnou horečku tohoto vlivu prodělal rave až v roce 1992, kdy se tyto breakbeatové nahrávky dále zrychlovaly (zhruba 135 až 155 BPM) a výsledný zvuk byl energičtější, v terminologii se někdy vypomáhalo adjektivem hardcore (rave). Basový syntezátor Roland TB-303 se začal používat také k tvorbě hlubokého basového zvuku, producenti přejímali melodické motivy z reggae a dubu (včetně samplování starých reggae nahrávek) a začaly se proto nově používat termíny (ragga) jungle a drum and bass s cílem co nejvýstižněji popsat nový styl.

### 1993, 1994
Neoddělitelnou součástí hudební evoluce tohoto hudebního žánru byla i subkultura, která přinesla tzv. rave parties: masové akce, které se (v ilegalitě) konaly buď v opuštěných průmyslových objektech nebo pod širým nebem (open air). Na rave parties byla velmi rozšířena konzumace drog, především extáze (Ecstasy, Extacy, MDMA, XTC, E apod.), to vedlo v roce 1993 britskou administrativu k přijetí zákona Criminal Justice Act, který vlastně celé hnutí navrátil zpět do klubů, kde se dále vyvíjelo: jednak jako scéna jungle a drum and bass, zatímco druhá skupina producentů se přiklonila ke stylu happy hardcore, resp. happy rave. Hudba se dále zrychlovala a byla tvrdší, konzumace drog neskončila a tak jediný zhodnotitelný efekt byl zřejmě jen přesun z „viditelných“ akcí zpět do undergroundu. Slovo rave se od té doby používalo zejména v Německu (příp. Nizozemí) k popisu tamější scény rychlejšího eurodance či techno/happy hardcore scény. Nicméně tzv. rave parties se v té době rozšířily po celém světě (v různých podobách) a existuje dokumentace o hnutí z různých míst planety (kromě Evropy také USA, Kanada, Austrálie, Jihoafrická republika). Po roce 1993 se tato scéna rozvětvila do několika stylů, proto se již výraz rave nepoužívá, pro hudební díla z tohoto období (do 1993) se retrospektivně používá označení oldskool hardcore.

## Nejznámější nahrávky
- Shut Up And Dance– £20 To Get In (1989)
- Ragga Twins – Spliffhead (1990)
- Blame – Music Takes You (1991)
- SL2 – DJs Take Control (1991)
- Rebel MC – The Wickedest Sound (1991)
- The Prodigy – Charly (1991)
- Altern 8 – Activ 8 (1991)
- Phuture Assassins – Future Sound (1992)
- Krome and Time – This Sound Is For The Underground (1992)
- Liquid – Sweet Harmony (1992)
- Smart Es – Sesame Street (1992)
- The Prodigy – Out Of Space (1992)
- Little Big – Funeral Rave (2015)
- Little Big – Rave On (2017)

## Důležité labely
- XL Recordings
- Suburban Base
- Moving Shadow
- Reinforced Records
- Kickin Records
- Network
- Production House

## Významná alba
- The Prodigy – Experience (1992 XL Recordings)
- Altern 8 – Full On: Mask Hysteria (1992 Network)
- (různí) – XL Recordings 3rd Chapter Retrospective (1995 XL Recordings)
- (různí) – Classic Subbase (1997 Suburban Base)